# Schronisko Ważeckie
Schronisko Ważeckie (słow. Važecká chata, Kertészova chata, Chata kpt. Rášu) – nieistniejące schronisko, stojące dawniej u podnóży słowackich Tatr Wysokich.
Schronisko Ważeckie zostało zbudowane w roku 1961 na miejscu Važeckiej chaty Jozefa Kertésza (niem. Važecer Hütte, Važecer Schutzhaus, węg. Vágfalvi menedékház, Vázseci menedékház). Važecká chata, zbudowana w latach 1932-1933, została spalona przez Niemców 27 września 1944 r., w czasie słowackiego powstania narodowego.
Nowe schronisko oferowało 60 miejsc noclegowych i było punktem wypadowym do wejść na Krywań. Roztaczał się z niego wspaniały widok na wschodnią część Tatr Zachodnich. „Odziedziczyło” patrona, kpt. Jána Rašo, po zniszczonym przez ogień w roku 1956 Schronisku Furkotnym. Ján Rašo był uczestnikiem słowackiego powstania narodowego z roku 1944. Chata jego imienia została postawiona w przybliżonym miejscu śmierci powstańca z 26 września 1944, na ścieżce łączącej Podbańską ze Szczyrbskim Jeziorem, około dziesięciu minut pieszo z Trzech Źródeł.
W roku 1970, głównie z powodu niewielkiej odległości od nowo zbudowanej szosy z Podbańskiej do Szczyrbskiego Jeziora, zostało zamienione w dom wczasowy. Schronisko podzieliło los swoich poprzedników i wypaliło się w marcu 1999 roku.